# Gonzalo Ibáñez de Novoa
Gonzalo Ibáñez de Novoa – wielki mistrz zakonu Calatrava w latach 1218–1238.
Wywodził się z hiszpańskiej Galicji. Był synem hrabiego Gomeza Ibáñeza
Walczył w bitwie pod Las Navas de Tolosa w 1212 r.
Jako wielki mistrz w 1221 r. zawarł porozumienie z zakonem Santiago o braterstwie i pomocy wzajemnej w walce z Maurami. W tym też roku uzyskuje od Ferdynanda III Kastylijskiego zamek Monfrag, przyłączając do zakonu Calatravy braci-rycerzy z zakonu Monfrag. Zakon ten obejmował grupę rycerzy kastylijskich z zakonu Montegaudio, która sprzeciwiła się przyłączeniu do templariuszy i optowała za przyłączeniem do Calatravy. Zapoczątkowało to też spór między zakonem Calatravy a templariuszami o prawo do Monfrag, ciągnący się do 1245 r.